# 52 (število)
52 (dváinpétdeset) je naravno število, za katero velja velja 52 = 51 + 1 = 53 - 1.

## V matematiki
- sestavljeno število.
- šesto Bellovo število.
- ne obstaja noben takšen cel x, da bi veljala enačba x - φ(x) = 52.
- tretje nedotakljivo število, saj ne obstaja nobeno takšno celo število x, da bi bila vsota njegovih pravih deliteljev enaka 52.

## V znanosti
- vrstno število 52 ima telur (Te).

## Drugo
- leto ima 52 tednov.

### Leta
- 452 pr. n. št., 352 pr. n. št., 252 pr. n. št., 152 pr. n. št., 52 pr. n. št.
- 52, 152, 252, 352, 452, 552, 652, 752, 852, 952, 1052, 1152, 1252, 1352, 1452, 1552, 1652, 1752, 1852, 1952, 2052, 2152